# Steinsalzwerk Braunschweig-Lüneburg
Das Steinsalzwerk Braunschweig-Lüneburg ist ein aktives Steinsalzbergwerk mit angegliederter Fabrikanlage zur Produktion von Speise-, Auftau- und Industriesalzen (z. B. für Kältemittel oder für die Chloralkalichemie) sowie Salzlecksteine in Grasleben, Landkreis Helmstedt. Es ist das letzte von insgesamt fünf Steinsalzbergwerken in der Bundesrepublik Deutschland in Niedersachsen.
Ursprünglich wurde die Grube zur Gewinnung von Kalisalz angelegt. Unmittelbar vor und während des Zweiten Weltkriegs existierte eine unterirdische Munitionsanstalt in einem Teil der Schachtanlagen.

## Geologie

### Die Entstehung des Salzstocks im oberen Allertal
Der Salzstock des oberen Allertales ist eine von etwa 200 bekannten Lagerstätten dieser Art in Norddeutschland. Die Salzschichten, aus denen dieser entstand, bildeten sich zur Zeit des Zechsteins vor rund 260 Millionen Jahren, als Meerwasser in einem flachen Becken verdunstete (→ Evaporation). Dieser Vorgang wiederholte sich mehrere Male, so dass durch Übersättigungs- und Fällungsprozesse verschiedene Wechsellagen von Steinsalz, Kalisalzen und Anhydrit entstanden. Später wurden die Salzschichten durch weitere Ablagerungen überdeckt und liegen heute in etwa 3000 m Teufe. In einer Schwächezone zwischen zwei Gebirgsschollen haben die Salze die Hangendschichten des Buntsandsteins durchstoßen (→ Salztektonik). Das Salz im oberen Teil des Salzstockes wurde durch das Grundwasser gelöst und fortgeschwemmt. Zurück blieben schwerlöslicher Anhydrit und Ton. Diese bildeten den sogenannten Gipshut über der eigentlichen Salzlagerstätte.

### Geographische Lage und Ausdehnung
Der Salzstock des oberen Allertals erstreckt sich entlang des Urstromtales der Aller etwa 10 km östlich von Helmstedt in südöstlich-nordwestlicher Richtung über eine Länge von etwa 40 bis 50 km von Eilsleben in Sachsen-Anhalt bis nach Grasleben in Niedersachsen. Die Breite beträgt im Mittel 2 km. Die westliche Begrenzung bildet der Lappwald. Es wird angenommen, dass der Salzstock von Rothenfelde die Fortsetzung eines Zechsteinsattels bildet, zu dem auch der Salzstock des oberen Allertals gehört.

### Mineralogie
Das Deckgebirge über dem Salzstock wird aus Tonschichten des Pleistozän gebildet. Der Salzspiegel liegt in etwa 300 Meter Teufe. Der Salzstock besteht hauptsächlich aus Steinsalz mit Anhydrit- und Kalisalz-Einlagerungen, die aus Sylvin, Sylvinit, Hartsalzen oder Carnallit bestehen können. Die Salzlagerstätte ist tektonisch sehr stark gefaltet.

## Geschichte und Technik

### Aufschlussgeschichte

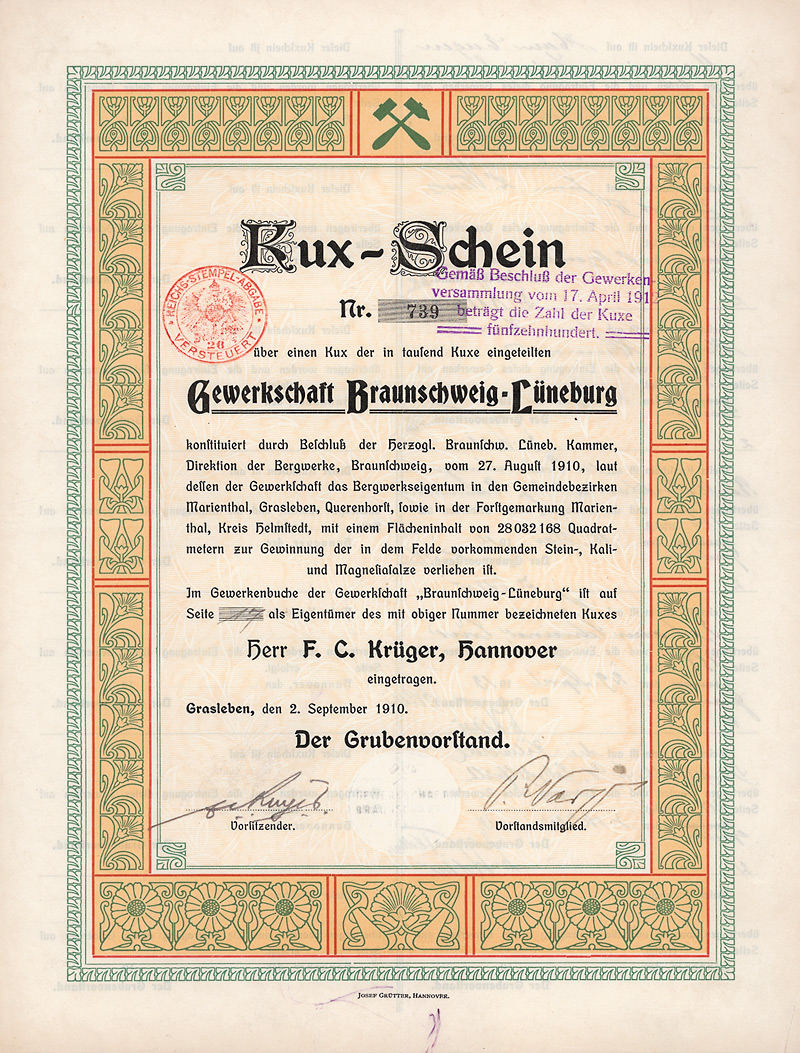
Kux-Schein der Gewerkschaft Braunschweig-Lüneburg vom 2. September 1910

Gegen Ende des 19. Jahrhunderts wiesen die Bohraktivitäten der späteren Gewerkschaft Burbach auf preußischem Staatsgebiet abbauwürdige Kalilager nach. Mit dem Abteufen des Schachtes Marie in Beendorf im Jahr 1897 begann die bergmännische Erschließung des Salzstockes im oberen Allertal.
Die braunschweigische Landesregierung sicherte sich 1895 in ihrem Hoheitsgebiet die Rechte an der Aufsuchung und Gewinnung von Salzlagerstätten, die bis dahin bergfrei gewesen waren. Nachdem sich das Herzogtum Braunschweig an der Gewerkschaft Asse beteiligte, unterblieben eigene Aktivitäten im Allertal. Die Rechte wurden schließlich 1910 an ein Konsortium verkauft, dass von der Firma F.C. Krüger & Co. aus Hannover geleitet wurde. Am 27. August 1910 wurde die Gewerkschaft Braunschweig-Lüneburg gegründet und am 21. Dezember 1910 in das Handelsregister eingetragen. Dem Vorstand der Gewerkschaft gehörten neben dem Vorsitzenden Friedrich Carl Krüger Paul The Losen, der damalige Direktor der Deutschen Bank Walter Bürhaus aus Düsseldorf, Paul Narjes aus Hannover, Ernst Herwig aus Braunschweig, der Schweizer Karl Wehrli-Thielen, sowie Fabrikant Eugen Maggi aus Zürich an. Die Gewerkschaft Braunschweig-Lüneburg bestand zunächst aus 1000 Kuxen, ab 1912 aus 1500 Kuxen, von denen der braunschweigische Staat 500 Stück besaß.
Als Berechtsamen waren insgesamt 29 Millionen m² (15 preußische Maximalfelder) in den Gemeinden Mariental, Grasleben, Querenhorst und Helmstedt vorhanden, die 1912 um weitere 70 Millionen m² erweitert wurden.
Nachdem der braunschweigische Fiskus bereits eine Bohrung niedergebracht hatte, folgten drei weitere durch die Gewerkschaft Braunschweig-Lüneburg. Dabei erschloss die Bohrung II zwei Kalilager zwischen 749 und 752 und zwischen 756 und 770 Metern Teufe. Bohrung IV, in streichender Richtung 1000 Meter vom Schacht Walbeck entfernt, traf bei 336 Meter auf Steinsalz und zwischen 520 und 538 Metern auf Kalisalz. Die Bohrung V durch die Internationale Bohrgesellschaft erreichte bei 326 Meter Steinsalz, bei 419 Meter ein zwei Meter und bei 427 ein 30 Meter mächtiges Kalilager. Der Ansatzpunkt lag 2500 Meter westlich von Grasleben.

### Schachtanlage Braunschweig-Lüneburg I (Grasleben)

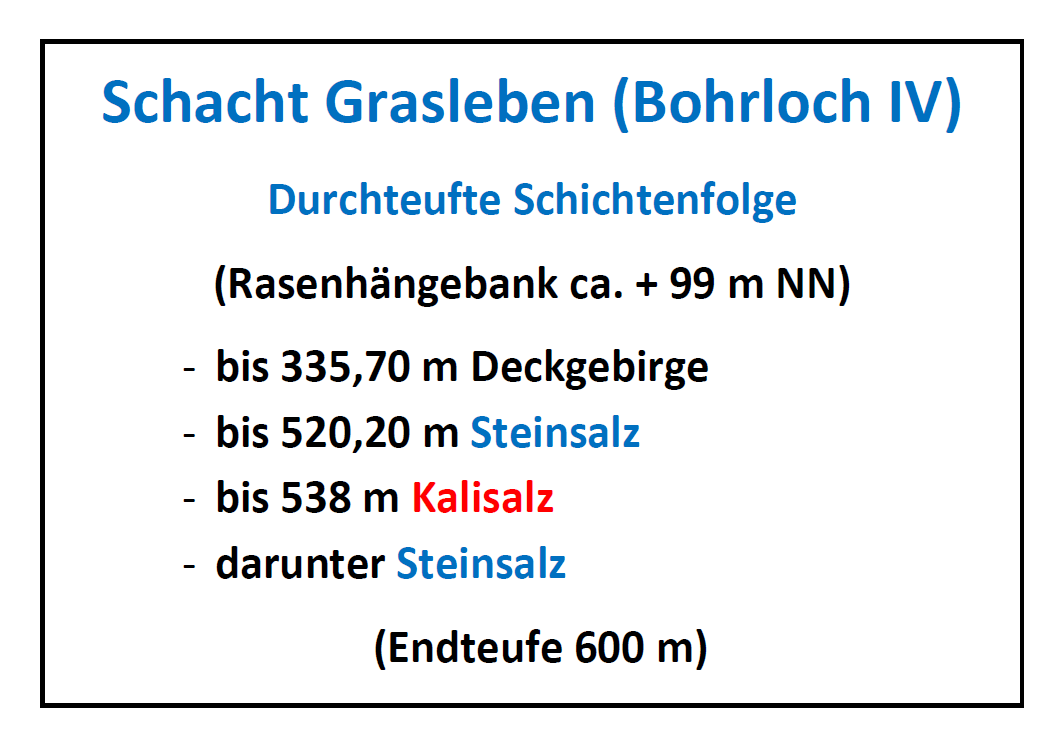
Geologisches Profil des Schachtes Grasleben

Auf der Grundlage der Salzaufschlüsse wurde an der Stelle der Bohrung VI im Januar 1911 mit dem Abteufen des ersten Schachtes Grasleben begonnen. Die Arbeiten am 5,5 Meter weiten Schacht wurden von der Rheinisch-Westfälischen Schachtbaugesellschaft mbH in Essen ausgeführt und waren mit Schwierigkeiten durch Wasserzuflüsse behaftet. Ein Wasserabschluss wurde schließlich mit einem in 82 Meter Teufe reichenden und einem weiteren Tübbingausbau zwischen 161 und 301 Metern Teufe gewährleistet. Im Übrigen wurde als Schachtausbau Mauerung verwendet. Der Schacht wurde 1916 mit einer Endteufe von 600 Metern fertiggestellt. Über Tage entstanden die notwendigen Betriebsgebäude wie Schachthalle mit Fördergerüst und zwei unabhängigen Fördereinrichtungen, Fördermaschinenhaus, Kesselhaus, Kaue und Werkstätten, sowie Rohsalzmühle und die Fabrikanlagen. Zur Entsorgung der Endlaugen erfolgte ein Anschluss an die gemeinsam mit den Burbach-Kaliwerken errichtete 60 km lange Abwasserleitung zur Elbe.
Archiv- und Museumsfachleuten war ab Frühjahr 1943 bekannt, dass sich die klimatischen Bedingungen in Salzbergwerken für die Unterbringung von Schriftgütern und Grafiken eignen. Ab September 1943 wurden Kunst- und Kulturgüter nach größeren Bombenangriffen aus dem etwa 30 Kilometer entfernte Braunschweig nach Grasleben gebracht. Auch Unterlagen des Reichsfilmarchiv wurden hier später gelagert, allerdings durch ein Feuer im Juni 1945 beschädigt oder vernichtet. Ab 1983 konnten die Überreste durch Vertreter der Stiftung Deutsche Kinemathek geborgen und teilweise restauriert werden. Auch ein Teil der Museumssammlung aus der damals westpreußischen Stadt Thorn (heute Toruń in Polen) wurden ab 1944 über das Archiv in Marburg im Schacht Grasleben eingelagert, um sie vor Luftangriffen bzw. vor der vorrückenden russischen Armee zu schützen. Die nach dem Krieg vorgefundene Sammlung aus Toruń wurde von der damaligen britischen Besatzungszone am 29. Mai 1947 an die Stadt Toruń zurückgegeben.

### Schachtanlage Braunschweig-Lüneburg II (Heidwinkel I)

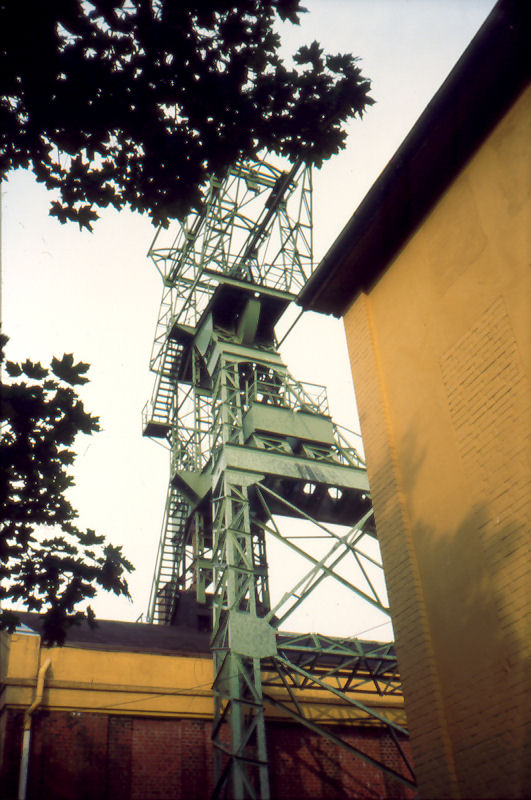
Schachtanlage Braunschweig-Lüneburg II (Heidwinkel I) 1988

Rund 2500 Meter vom Schacht Grasleben entfernt in der Gemarkung Heidwinkel wurde im April 1912 mit dem Niederbringen eines zweiten Schachtes, der Schachtanlage Heidwinkel I begonnen. In nur 14 Monaten war der 670 Meter tiefe und 4,75 Meter weite Schacht vollendet, so dass bereits am 1. November 1913 mit der Produktion von Kalisalzen zuerst auf der Anlage Heidwinkel begonnen wurde. Als Schachtausbau dienten bis in 92 Meter Teufe Tübbings und daran anschließend Mauerwerk. Das geförderte Rohsalz wurde zuerst durch eine Drahtseilbahn, später durch eine Schmalspurbahn zur Fabrik am Schacht Braunschweig-Lüneburg I transportiert. Da das braunschweigische Gesetz nicht zwingend zwei Schächte für ein Bergwerk vorschrieb, wurden Heidwinkel und Grasleben zunächst untertägig nicht verbunden und blieben rechtlich eigenständige Bergwerke. Der Schacht Grasleben erhielt einen Wetterscheider und es durften aus Sicherheitsgründen nicht mehr als 80 Mann unter Tage sein.

### Betrieb als Kaliwerk von 1914 bis 1922
Die Gewerkschaft Braunschweig-Lüneburg setzte große Erwartungen in die Kalivorkommen bei Grasleben, so dass bei Nordsteimke zwei weitere Kalischächte in Angriff genommen wurden. In der planmäßigen Produktion des Kaliwerkes ab 1914 wurden nur Salze mit Gehalten von lediglich 8–9 % K2O erzeugt. Dieses zog die Wirtschaftlichkeit des Betriebes stark in Zweifel, die beiden zusätzlichen Schachtanlagen wurden nicht mehr weitergeteuft. Dem großen Interesse des braunschweigischen Staates war es zu verdanken, dass der Kalisalzabbau nicht sofort wieder eingestellt wurde. Der Betrieb konzentrierte sich mehr auf die Schachtanlage Grasleben.
Die weiteren Jahre waren geprägt vom Mangel an Arbeitskräften und Materialien, Problemen bei der Energieversorgung, sowie geringeren Absatzmöglichkeiten, hervorgerufen durch Ausbruch des Ersten Weltkriegs. Diese Situation verbesserte sich auch nach Kriegsende kaum. Im Jahr 1920 musste der Abbau gänzlich eingestellt werden, da zu wenig Produkte nachgefragt wurden. Im Folgejahr dagegen fehlten Eisenbahnwaggons, um das Kalisalz abtransportieren zu können. Da 1921 ein besonders hochwertiges, ausgedehntes Steinsalzlager mit 99 % NaCl angefahren wurde, entschloss sich die Gewerkschaft Braunschweig-Lüneburg, die Kalisalzförderung im Jahr 1922 zu beenden und die Schächte als Kaliwerk zum 1. Juli 1924 endgültig stillzulegen. Die zuletzt durch die Kaliprüfungsstelle erteilten Beteiligungsziffern am Deutschen Kalisyndikat betrugen für den Schacht Braunschweig-Lüneburg I 89 % und für den Schacht Braunschweig-Lüneburg II 78 % der durchschnittlichen Beteiligung aller Kaliwerke.

### Betrieb als Steinsalzwerk von 1925 bis zum Ende des Zweiten Weltkrieges
In den Jahren von 1922 bis 1925 wurde die Kalifabrik auf die Verarbeitung von Steinsalz umgebaut, nicht mehr benötigte Anlagenteile wurden abgerissen. Zum Zeitpunkt der Produktionsaufnahme 1925 erhielt das Werk Braunschweig-Lüneburg eine Beteiligungsquote von 12,6 % am Deutschen Steinsalzsyndikat GmbH. Wegen der hohen Qualität des Rohsalzes wurde hauptsächlich Speisesalz hergestellt. Das aufbereitete Salz wurde aber auch zur Herstellung von Kühlmitteln, als Auftausalz, für das Gerben von Leder, als Hilfsstoff bei der Gewinnung von Kupfer und Aluminium und als chemischer Grundstoff für die Salzsäureherstellung, für Chlor, Kunststoffe oder Sprengmittel verkauft. Dabei wurden gut 2/3 auf internationalen Märkten abgesetzt. Ein exotisches Produkt war ein Badesalz namens Grabasol, das aus gemahlenem Carnallit bestand. 1928 erteilte die Nachfolgeorganisation des Steinsalzsyndikats, die Verkaufsvereinigung Deutscher Steinsalzbergwerk GmbH dem Bergwerk Braunschweig-Lüneburg die seinerzeit höchste Absatzbeteiligung in Höhe von 8,42 %.
Der Hauptförderschacht Grasleben wurde auch weiterhin nicht mit der Anlage Heidwinkel durchschlägig. Das mit 50 gon einfallende und im Mittel 65 Meter mächtige Steinsalzlager wurde in Teufen zwischen 400 und 490 Metern im querschlägigem Firstenbau gewonnen. Dazu wurde von einem hölzernen Gebrück aus in bis zu 12 Metern Höhe mit elektrischen Drehbohrmaschinen Sprenglöcher in die Firste gebohrt. Das losgeschossene Haufwerk wurde in den Abbaukammern mit einer Grundfläche von 2500 m² mit Schrappern in Rolllöcher abgefördert. Der Streckentransport erfolgte in Förderwagen auf der 490-m-Sohle.
Das für die Abfüllung in Paketen bestimmte Tafelsalz wurde bereits unter Tage in beiden Schachtanlagen durch Mahlen und Sichten aufbereitet und je nach Kundenwunsch wurden Magnesiumoxid oder Kaliumiodid beigemengt. Über Tage waren automatische Wiege- und Abpackmaschinen vorhanden, die Faltschachteln wurden selbst produziert. Das übrige Salz wurde in der Fabrik gemahlen und je nach Verwendung in verschiedenen Körnungen abgesiebt.
Die Salzdetfurth AG erwarb im Laufe der Jahre die Kuxenmehrheit an der Gewerkschaft Braunschweig-Lüneburg und 1935 auch die bis dahin vom Land Braunschweig gehaltenen Anteile.

#### Muna Heidwinkel 1936 bis 1945

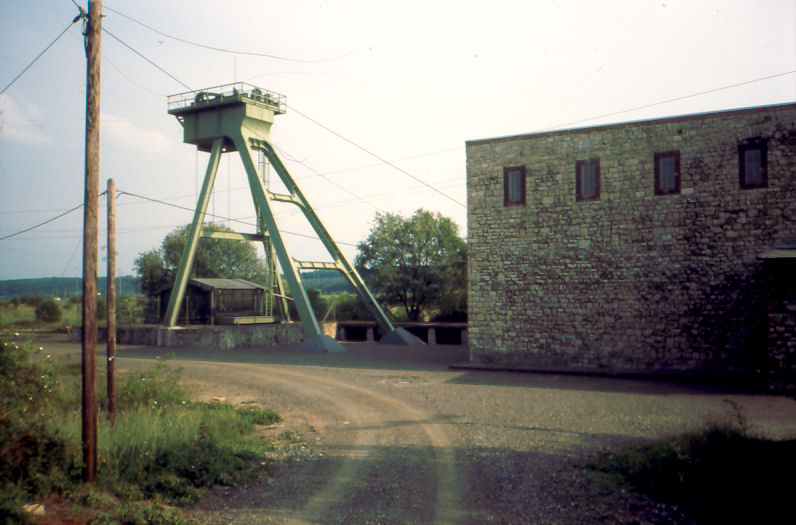
Schachtanlage Braunschweig-Lüneburg III (Heidwinkel II) 1988

Die Schachtanlage Heidwinkel wurde 1936 von der Wehrmacht übernommen und stand von da an nicht mehr zur Steinsalzgewinnung zur Verfügung. In den Grubenräumen sollte übertägig gefertigte Munition geschützt eingelagert werden. Dazu benötigte man einen zweiten Schacht, um die Munitionsanstalt vom Bergwerksbetrieb unabhängig zu machen. Von 1937 bis 1939 wurde der Schacht Heidwinkel II abgeteuft. Der spätere dritte Schacht der Gewerkschaft Braunschweig-Lüneburg erhielt einen Durchmesser von vier Metern und einen Tübbingausbau bis 102 Meter Teufe. Darunter wurde die Schachtröhre bis zum Sumpf ausgemauert. Die Endteufe betrug 662 Meter. 1941 wurde eine Befahrungsanlage mit einem stählernen Fördergerüst aufgestellt.
Auf zwei Sohlen wurden insgesamt 72 Einlagerungskammern eingerichtet. Über Tage entstanden ein Fertigungsgelände und eine Wohnsiedlung für die Muna-Arbeiter und ihre Familien.
Im April 1945 wurde die Muna Heidwinkel durch amerikanische Kampftruppen eingenommen und später an die britische Armee übergeben.
Das Salzbergwerk diente unter den Nationalsozialisten als Depot für Archivalien, etwa Schallfolien mit Tonmitschnitten von Sitzungen des Reichstags der Weimarer Republik.

### Das Steinsalzwerk Braunschweig-Lüneburg von der Nachkriegszeit bis heute

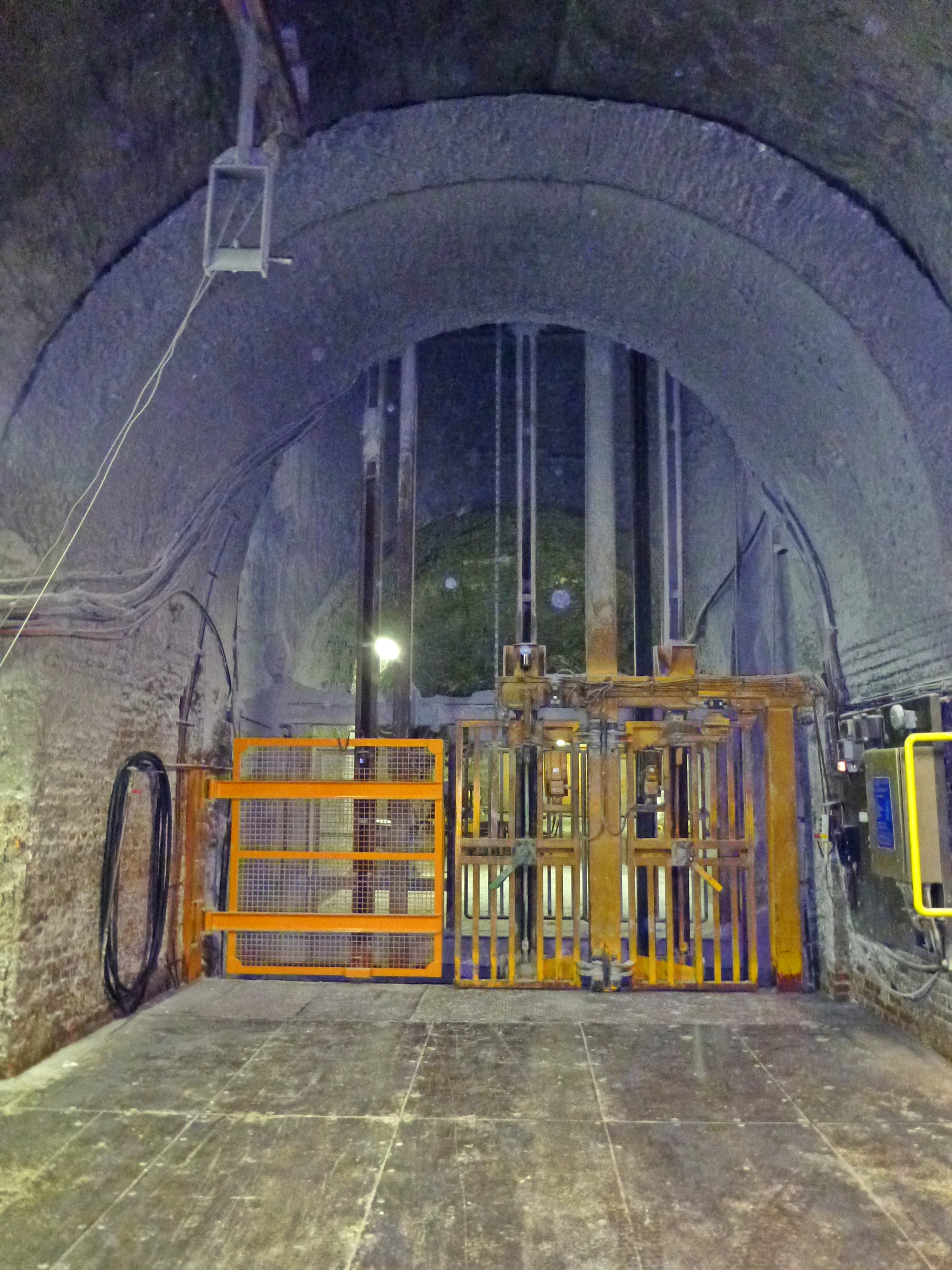
Füllort der Schachtanlage Braunschweig-Lüneburg I in 490 Meter Teufe

Nach Ende des Zweiten Weltkrieges wurde zuerst die Förderung in der Schachtanlage Grasleben wieder begonnen. Man befürchtete in der ersten Zeit einen Wassereinbruch durch das infolge einer Sprengung durch Sowjetische Truppen ersoffene Kaliwerk Walbeck. Diese Sorge war durchaus berechtigt, da zu Beginn des 20. Jahrhunderts mehrere Staßfurter Kaligruben durch Wasserzuflüsse aus ihren Nachbargruben durch den Markscheidesicherheitspfeiler hindurch zerstört wurden. Glücklicherweise trat dieses in Grasleben niemals ein.
Die Schachtanlage Heidwinkel I/II wurde vom Alliierten Militär 1949 an die Gewerkschaft Braunschweig-Lüneburg zurückgegeben, nachdem die Munitionslager komplett geräumt waren. Von 1949 bis 1953 förderte man hier kurzzeitig Carnallit mit einem durchschnittlichen K2O-Gehalt von 10 %. Die Nachfrage nach dem minderwertigeren Kali ließ schnell wieder nach, so dass die Gewinnung bald eingestellt und in der Folgezeit nur Speise- und Gewerbesalz auf der Basis von Steinsalz hergestellt wurde.
Leerstehende Teile der alten Kalifabrik wurden 1956 zu einer neuen Kaue und zu Werkstätten sowie Lagerräumen ausgebaut. Die Förderung betrug im gleichen Jahr rund 200.000 Tonnen und es arbeiteten 400 Mann auf dem Werk. Am 9. Juli 1957 wurden die Schachtanlagen Braunschweig-Lüneburg I und II/III erstmals über eine 2500 Meter lange Verbindungsstrecke auf der 430-m-Sohle durchschlägig. Damit wurde das Bergwerk auch untertägig zu einer Einheit zusammengefasst.
Am 17. April 1959 ereignete sich in der Salzfabrik in Grasleben ein Großbrand, in dessen Folge sämtliche Aufbereitungs-, Verpackungs- und Verladeanlagen erheblich beschädigt wurden. Obwohl man wegen der großen Schäden zunächst an eine Betriebsaufgabe gedacht hatte, wurde bereits am 15. Mai 1959 wieder mit einem provisorischen Salzversand begonnen. Bis Ende 1961 wurde die Steinsalzfabrik wieder aufgebaut und dabei umfassend modernisiert. Während beim bisherigen Verarbeitungsprozess das Salz in mehreren Schritten vertikale Produktionslinien durchlief und dabei eine größere Menge unverkäuflicher Abrieb in Form von Salzstaub erzeugt wurde, ordnete man jetzt die Maschinen überwiegend in einer horizontalen Ebene hintereinander an. Dieses war für die Produkte schonender. Die Anlagen wurden automatisiert und mit einer Entstaubungseinrichtung ausgestattet.
Mit der Fusion der Kali-Sparte der Wintershall AG und der Salzdetfurth AG zur Kali- und Salz AG (K+S) im Jahr 1971 wurde das Bergwerk in den neuen Konzern eingegliedert.
Der Schacht Grasleben erhielt in den 1980er Jahren ein neues Fördergerüst und wurde von der ursprünglichen Doppelförderanlage auf eine einfache umgebaut. Dieser Schacht ist heute zentraler Seilfahrts-, Förder- und ausziehender Wetterschacht. Fördersohlen befinden sich in 430, 490 und 560 Metern Teufe. Weitere Sohlen 570, 590 und 640 Meter unter Tage sind als Unterwerksbaue nicht direkt mit dem Schacht verbunden. Insgesamt steht eine Abbaufläche von 108 km² zur Verfügung.
Die Schachtanlage Heidwinkel I/II dient als zweiter Ausgang für das Bergwerk. Am Schacht Heidwinkel II befindet sich der untertägige Hauptgrubenlüfter. Außer der mit dem Schacht Braunschweig-Lüneburg I gemeinsamen Sohle bei 430 Metern bestehen noch zwei Sohlen bei 570 und 645 Metern, die ursprünglich zur Muna gehörten.
Seit 2002 gehört das Steinsalzwerk Braunschweig-Lüneburg der European Salt Company (ESCO) an, einer mittlerweile 100%igen Tochter der K+S.

## Heutiger Zustand (2012)

### Schachtanlage Braunschweig-Lüneburg I
Die Tagesanlagen der Schachtanlage Braunschweig-Lüneburg I liegen unmittelbar östlich an der Bahnhofstraße in Grasleben. Zwei Bauzeilen verlaufen in nord-südlicher Ausrichtung und werden durch den Werksbahnhof in der Mitte geteilt. Ganz im Osten liegen zwei große Lagerhallen für Streusalz rechtwinklig zu den übrigen Gebäuden.
In der westlichen Bauzeile direkt an der Straße befindet sich ganz im Norden das Verwaltungsgebäude, danach folgt die Werkseinfahrt mit dem Pförtnerhaus. Südlich des Eingangsbereiches liegen die eigentlichen Bergwerksgebäude mit dem Fördermaschinenhaus, der Schachthalle und dem Fördergerüst. Daran schließt sich die Fabrik für die unterschiedlichen Salzsorten an.
Die zweite Bauzeile östlich der Bahngleise war früher die Chlorkaliumfabrik und beherbergt heute Lagerschuppen, Streusalzfabrik und verschiedene Werkstätten und Nebenanlagen. Nördlich vom Bergwerksgelände liegt an der Salzstraße die ursprüngliche Wohnkolonie der Bergarbeiter.

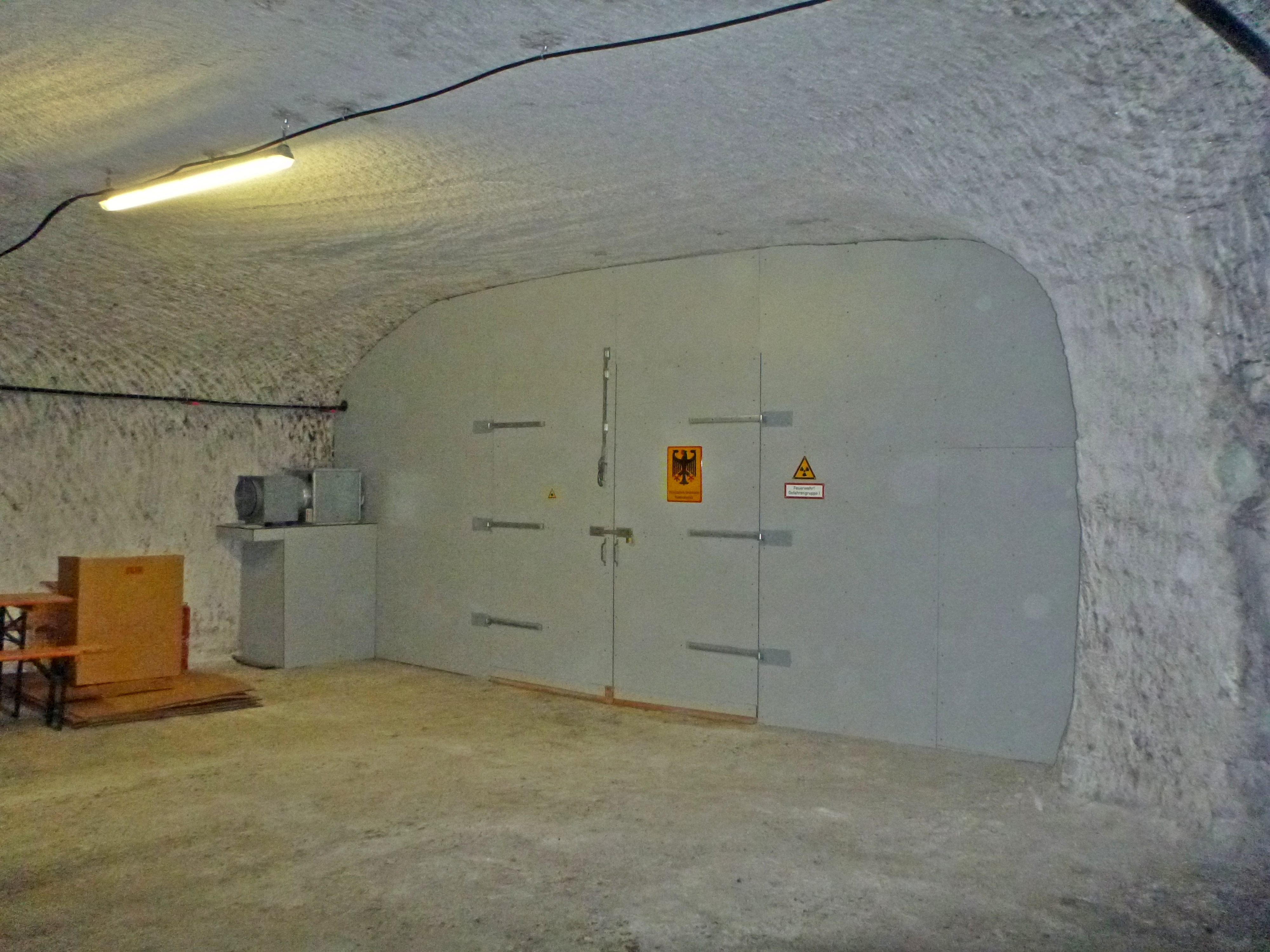
Eingang zum Untergrundlabor für Dosimetrie und Spektrometrie (UDO2) der Physikalisch-Technischen Bundesanstalt im Steinsalzwerk Braunschweig-Lüneburg I

Im Sommer 2012 konnte das Untergrundlabor für Dosimetrie und radiologische Spektrometrie (UDO2) der Physikalisch-Technischen Bundesanstalt im Steinsalzwerk Braunschweig-Lüneburg eingerichtet werden. Nachdem durch die Schließung der Schachtanlage Asse, die Zukunft des Untergrundlabors UDO1 dort gefährdet war, konnte hier Ersatz geschaffen werden, um weiterhin unter anderem Messungen kleinster Aktivitäten mit Hilfe von Germaniumspektrometern bei geringer Untergrundstrahlung durchführen zu können. Weiterhin wird das neue Labor für Vergleichsmessungen im europäischen Rahmen zur Eigeneffektmessung, Energieabhängigkeit und Linearität von Ortsdosisleistungsonden benutzt. Im Labor können kollimierte Strahlungsfelder erzeugt werden, mit deren Hilfe die Sonden in bekannten Strahlenfeldern kalibriert werden können.

### Schachtanlage Braunschweig-Lüneburg II/III
Die Schachtanlage Braunschweig-Lüneburg II/III an der Straße Heidwinkel besteht im Wesentlichen aus den jeweiligen Fördermaschinenhäusern und den Fördergerüsten sowie am Schacht Heidwinkel I auch aus einer Schachthalle. Die Schächte sind etwa 500 Meter in nordwestlich-südöstlicher Richtung voneinander entfernt. Das Fachwerkstreben-Fördergerüst der Bauart Klönne am Schacht Heidwinkel I aus dem Jahr 1913 ist einer der ältesten erhaltenen im Bereich des Kali- und Steinsalzbergbaus. Südwestlich hiervon existiert eine Abraumhalde. Schacht Heidwinkel II verfügt über eine Notbefahrungseinrichtung.
Vom ehemaligen Fertigungsgebiet der Munitionsanstalt Heidwinkel sind mehrere Produktions- und Lagergebäude erhalten, die heute zum Teil gewerblich genutzt werden und zum Teil leer stehen.